# Älgbäcksheden

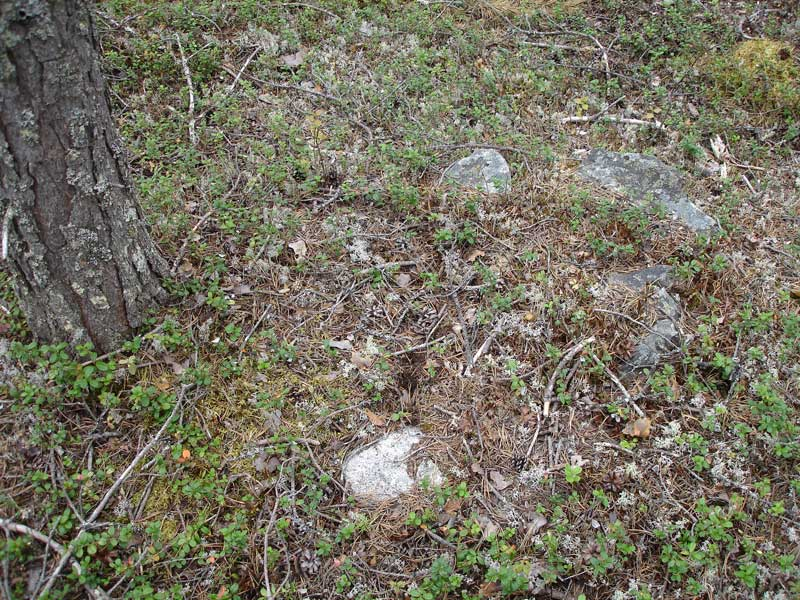
Härd av samisk typ på Älgbäcksheden.

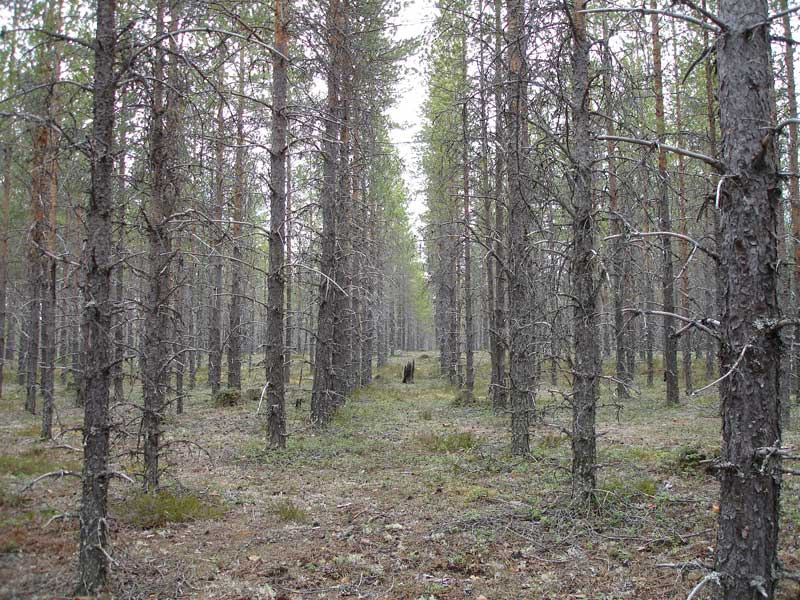
Tallskog på Älgbäcksheden, planterad efter den skogsbrand som ägde rum i juni 1968.

Älgbäcksheden är en fornminneslokal (RAÄ-nr Lycksele 624) med lämningar efter samiska visten i Lycksele socken i södra Lappland. Den ligger på en torr tallhed i anslutning till den lilla Älgbäcken strax norr om Öreälven. Skogen på heden brann i juni 1968, och efteråt upptäcktes att området var mycket rikt på fornlämningar. Västerbottens museum genomförde en arkeologisk undersökning varvid 13 härdar av samisk typ registrerades och bedömdes vara minst 200 år gamla. I området hittades ben, horn och tänder av ren samt en mängd föremål såsom järnknivar, bitar av grönt glas, fragment av kritpipor, ett bryne, flinta för eldslagning samt en hornskiva med hål för dragning av tenntråd.
I området finns också förhistoriska fångstgropar.